# A zűr bajjal jár
A zűr bajjal jár (eredeti cím: I Love Trouble) 1994-es amerikai romantikus filmvígjáték, Julia Roberts és Nick Nolte főszereplésével. A filmet Nancy Meyers és Charles Shyer házaspár írta és készítette, a rendező pedig Shyer.
A filmet 1994. június 29-én mutatták be.
Peter Brackett és Sabrina Peterson két egymással versengő chicagói újságíró, akik összefognak, hogy megfejtsék egy vonat kisiklásának rejtélyét.

## Cselekmény
Az idősödő sztárriporter, Peter Brackett a Chicago Chronicle-nek dolgozik, és nemrég jelentette meg első regényét. Mindenki tiszteli a rovataiért, de ő közben inkább a dedikálásokon gondoskodik számos női rajongójáról, ahelyett, hogy sok időt fektetne abba, hogy riportokat kutasson fel az újságja számára. Amikor a főnöke rajtakapja, hogy egy régi rovatban egyszerűen csak megváltoztat néhány nevet, és újként adja le, hosszú idő után ismét helyszínre küldik, hogy egy helyi vasúti balesetről szóló sztoriról tudósítson. Eközben találkozik a jóképű Sabrina Petersonnal, egy olyan riporterrel, aki még csak két napja dolgozik a rivális Chicago Globe című lapnál. Brackett elmondja főnökének, hogy alig vannak ismert tények, és bizonyára egyetlen más riporter sem tud többet leírni, mint ő. Másnap azonban éppen a „friss riporter”, Sabrina Peterson számol be az ügyről a Chicago Globe címlapján. A veterán riporter ezt nem akarja annyiban hagyni, és Brackett ambíciója újra felébred. Mindazonáltal még másnap is több információt tartalmaz Peterson cikke, mint az övé.
Petersont egy fiatalember hívja, aki állítólag ellopott egy bőröndöt a katasztrófa helyszínéről. Amikor meglátogatja, holtan találja, egyik kezére az "LD..." felirat van írva. Felkap egy ott heverő golyóstollat, felírja a betűket és elmenekül.
Brackett egy véletlenül felvett videofelvétel megtekintése közben felfedezi, hogy a lezuhant vonat egyik vagonjának összekapcsolását nyilvánvalóan megbabrálták. Arra a következtetésre jut, hogy a merénylet legvalószínűbb célpontja egy tanár lehet, akinek az apja a „Chess Chemical” vállalatnál dolgozott. Megbeszéli, hogy az özveggyel egy irodaházban találkozik, és a liftben összefutnak Petersonnal. A lift útközben elakad, kiderül, hogy Brackettet és Petersont egy gyilkos üldözi. Alig sikerül elmenekülniük a merénylő elől, aki közben balesetben meghal.
A két riporter úgy dönt, hogy ezentúl együtt fognak dolgozni. Rájönnek, hogy a „Chess” cég kifejlesztett egy genetikailag módosított hormont, az „LDF”-et, amely felgyorsítja a fiatal tehenek tejtermelő képességét. Ezeknek a teheneknek a teje rákot okoz az emberekben, de a vállalat vezetősége nem akarta, hogy ez a mellékhatás nyilvánosságra kerüljön, és meghamisíttatta a kutatási eredményeket. A cég egy volt kutatója elküldte a bizonyítékot a fiának, ami mikrofilmként volt elrejtve a golyóstollban, amely a meggyilkolt tanár bőröndjében volt. A bőröndöt a baleset helyszínéről ellopó fiatalemberen keresztül a toll Sabrina Peterson kezébe került, aki azonban egészen a legvégéig nem tudott a benne lévő mikrofilmről.
Las Vegasban egy másik gyilkos üldözi őket. A számos gyorsházassági kápolna egyikében keresnek menedéket. Mivel az esküvői szertartáshoz illő ruhát kapnak, a gyilkos nem ismeri fel őket, amikor belép a kápolnába, hogy megtalálja őket. Törvényesen házasok. Eleinte úgy tesznek, mintha nem szeretnének azok lenni, de végül egymásra találnak.

## Szereplők
| Karakter                                | Színész              | Magyar hang      |
| --------------------------------------- | -------------------- | ---------------- |
| Peter Brackett                          | Nick Nolte           | Dörner György    |
| Sabrina Peterson                        | Julia Roberts        | Tóth Enikő       |
| Sam Smotherman                          | Saul Rubinek         | Székhelyi József |
| Mando, a magas, vékony ember            | James Rebhorn        | Orosz István     |
| Matt, Chronicle-főszerkesztő            | Robert Loggia        | Láng József      |
| Kim                                     | Kelly Rutherford     | Orosz Helga      |
| Jeannie, Peter titkárnője               | Olympia Dukakis      | Tímár Éva        |
| Gayle Robbins szenátor                  | Marsha Mason         | Zsolnai Júlia    |
| Ray, békebíró                           | Eugene Levy          | Perlaki István   |
| Rick Medwick                            | Charles Martin Smith | Koroknay Géza    |
| Wilson Chess                            | Dan Butler           | Jakab Csaba      |
| Kenny Bacon                             | Paul Gleason         | Varga T. József  |
| Evans                                   | Jane Adams           | Prókai Annamária |
| Mrs. Virgina Hervey                     | Lisa Lu              | Kassai Ilona     |
| Lindy                                   | Nora Dunn            |                  |
| Darryl Beekman, Jr.                     | Clark Gregg          |                  |
| Vőlegény                                | Kevin Breznahan      | Forgács Péter    |
| Rendőrfőnök                             | Frankie Faison       | Varga Tamás      |
| Pecos                                   | Nestor Serrano       | Barbinek Péter   |
| Chess Chemical idegenvezető             | Rebecca Cross        | Balázs Ági       |
| Dixon                                   | Chad Einbinder       | Wohlmuth István  |
| Fényképész                              | Stuart Pankin        | Imre István      |
| Pap a temetésen                         | Richard Brown        | Elekes Pál       |
| Pincér a steakhouse-ban                 | Eric Poppick         | Varga Tamás      |
| Rossz helyen ülő utas a repülőn         | Paul Hirsch          | Várkonyi András  |
| Légikísérő, aki dedikálást kér Petertől | Jessica Lundy        | Biró Anikó       |
| Andy, tudósító                          | Keith Gordon         | Szűcs Sándor     |

## Gyártás
1993 februárjában bejelentették, hogy Noltét választották az egyik főszerepre. Nolte és Roberts köztudottan nem jöttek ki egymással a film készítése során. Roberts „undorítónak” nevezte őt, míg Nolte azt mondta, hogy „nem egy kedves ember”.

## Fordítás
- Ez a szócikk részben vagy egészben  az   I Love Trouble (1994 film) című angol Wikipédia-szócikk fordításán alapul.  Az eredeti cikk szerkesztőit annak laptörténete sorolja fel. Ez a jelzés csupán a megfogalmazás eredetét és a szerzői jogokat jelzi, nem szolgál a cikkben szereplő információk forrásmegjelöléseként.
- Ez a szócikk részben vagy egészben  az   I Love Trouble – Nichts als Ärger című német Wikipédia-szócikk fordításán alapul.  Az eredeti cikk szerkesztőit annak laptörténete sorolja fel. Ez a jelzés csupán a megfogalmazás eredetét és a szerzői jogokat jelzi, nem szolgál a cikkben szereplő információk forrásmegjelöléseként.